# 古屋誠一
古屋 誠一（ふるや せいいち、1950年 - ）は、日本の写真家。ヨーロッパを拠点に活動。

## 人物・来歴
静岡県賀茂郡賀茂村（現西伊豆町）宇久須に生まれる。東京写真短期大学卒業後、1973年にヨーロッパに渡り、写真作家として活動。
1975年に移住したオーストリアのグラーツでは、写真メディアを中心に芸術の展示・広報活動を行うカメラ・オーストリア（ドイツ語: Camera_Austria）の設立に携わる。同団体は1978年に東松照明の写真集「太陽の鉛筆」を紹介したことを皮切りに、1980年に森山大道、1982年に東松照明、1992年に荒木経惟の大規模な個展を行うなど、日本の写真家をヨーロッパで紹介した。

## クリスティーネ・フルヤ＝ゲッスラー
1978年、グラーツ出身のクリスティーネ・ゲッスラーと出会い、結婚。1981年、息子、光明・クラウスが誕生。結婚後、クリスティーネは徐々に精神のバランスを崩すようになり、1983年、精神病院に入院。その後も入退院を繰り返すようになる。クリスティーネは1985年10月7日に東ベルリンにて自ら命を断つ。
妻の死後、残されたポートレートを編纂し、『Mémoires』と名付け発表することをライフワークとする。編纂作業を何度も繰り返し、妻をテーマにした写真集を幾度も出版している。

## 写真集[6]
- 「AMS」 Edition Camera Austria、1980年
- 「Mémoires」 Edition Camera Austria、1989年
- 「Seiichi Furuya, Mémoires 1995」 Scalo、1995年
- 「Christine Furuya-Gössler, Mémoires, 1978-1985」、光琳社、1997年
- 「Portriat」 Fotohof、2000年
- 「Last Trip to Venice」 私家版、2002年
- 「alive」Scalo、2004年
- 「Mémoires 1983」 赤々舎、2006年
- 「Aus den Fugen」 赤々舎、2007年
- 「Mémoires. 1984-1987」 NOHARA / Camera Austria、2010年
- 「国境 シュターツグレンツェ 1981-1983」 Spector Books / IZU PHOTO MUSEUM、2014年